# Hullersen
Hullersen ist eine Ortschaft der Stadt Einbeck im südniedersächsischen Landkreis Northeim.

## Geografie
Das Dorf Hullersen liegt an der Ilme, etwa drei Kilometer westlich der Einbecker Kernstadt.

## Geschichte
Der Ortsname des Dorfes entwickelte sich von Huldessun zur Zeit Karls des Großen über Huldersse, Huldershusen und Huldershausen zu Hullersen.
Das Kloster Corvey hatte das Patronatsrecht über die St.-Nicolai-Kirche in Hullersen bis 1479 und trat es dann an das Einbecker Marienstift ab. In der St.-Nicolai-Kirche wurden im Jahr 1522 die ersten lutherischen Predigten der Region durch den Pastor Johann Ebbrecht aus Salzwedel gehalten.
Das Bauerndorf bestand aus sechs Vollmeierhöfen (mit je mindestens fünf Hufen Land) um die Kirche herum. Die lange Zeit bestehende ursprünglich herrschaftliche Hullerser Mühle brannte 1895 ab und wurde nicht ersetzt.

### Eingemeindungen
Die zuvor selbständige Gemeinde Hullersen wurde am 1. Februar 1971 durch Eingemeindung zur Ortschaft der Stadt Einbeck.

### Einwohnerentwicklung
| Jahr      | 1910  | 1925  | 1933  | 1939  | 1950  | 1956  | 1961  | 1970  | 2010  | 2017  | 2020   |
| --------- | ----- | ----- | ----- | ----- | ----- | ----- | ----- | ----- | ----- | ----- | ------ |
| Einwohner | 315   | 327   | 294   | 273   | 533   | 423   | 352   | 345   | 346   | 333   | 313    |
| Quelle    | [ 5 ] | [ 6 ] | [ 6 ] | [ 6 ] | [ 7 ] | [ 7 ] | [ 1 ] | [ 1 ] | [ 8 ] | [ 9 ] | [ 10 ] |

|  |

## Politik

### Ortsrat
Der Ortsrat von Hullersen setzt sich aus fünf Ratsmitgliedern der folgenden Partei zusammen:
- Wgem. Hullersen: 5 Sitze

(Stand: Kommunalwahl 12. September 2021)

### Ortsbürgermeister
Die Ortsbürgermeisterin ist seit dem 22. November 2011 Eunice Marques da Silva Schenitzki (WG).

### Wappen
Auf dem silbernen Wappenschild liegt oberhalb schräg links auf grünem Grund eine Ähre, unterhalb das Mühlrad einer Wassermühle.

## Kultur und Sehenswürdigkeiten
- Die St.-Nicolai-Kirche ersetzte am 21. Juli 1778 das wohl baufällig gewordene wesentlich ältere Kirchengebäude – 2024 kam eine von Petit & Gebr. Edelbrock gegossene Glocke rein

## Wirtschaft und Infrastruktur

### Bildung
Ab 1906 konnten die Hullerser Schulkinder eine Schule im Ort besuchen, zuvor mussten sie ins benachbarte Kohnsen gehen. Die Schule wurde später wieder geschlossen.

### Sportanlagen
In Hullersen gibt es einen Sportplatz mit Fußballplätzen und Bogenschießanlage. Ebenfalls führt durch den Ort der Europaradweg R1.

## Persönlichkeiten
- Franz Daniel Berg (1599–1658), lutherischer Theologe
- Johann Bernhard Crome (1660–1721), Pastor in Hullersen, sein lebensgroßes Ölporträt ist bis heute in der Kirche zu sehen, sein Epitaph außen an der Kirche
- Friedrich Andreas Crome (1705–1778), Sohn von Johann Bernhard Crome, evangelisch-lutherischer Theologe